# Lilla Havsjön, Värmland
Lilla Havsjön är en sjö i Filipstads kommun och Hagfors kommun i Värmland och ingår i Göta älvs huvudavrinningsområde. Sjön är 10 meter djup, har en yta på 0,296 kvadratkilometer och är belägen 201,7 meter över havet. Sjön avvattnas av vattendraget Havsjöälven.

## Delavrinningsområde
Lilla Havsjön ingår i det delavrinningsområde (663360-139266) som SMHI kallar för Utloppet av Lilla Havsjön. Medelhöjden är 238 meter över havet och ytan är 5,89 kvadratkilometer. Räknas de 2 avrinningsområdena uppströms in blir den ackumulerade arean 26,79 kvadratkilometer. Havsjöälven som avvattnar avrinningsområdet har biflödesordning 4, vilket innebär att vattnet flödar genom totalt 4 vattendrag innan det når havet efter 388 kilometer. Avrinningsområdet består mestadels av skog (76 procent). Avrinningsområdet har 0,3 kvadratkilometer vattenytor vilket ger det en sjöprocent på 5,1 procent.